# Torneo Interbritannico 1956
Il Torneo Interbritannico 1956 fu la sessantunesima edizione del torneo di calcio conteso tra le Home Nations dell'arcipelago britannico. Per la prima ed unica volta il torneo fu vinto da tutte e quattro le nazionali.

## Risultati
| Data            | Luogo   | Squadra 1        | Risultato | Squadra 2        |
| --------------- | ------- | ---------------- | --------- | ---------------- |
| 8 ottobre 1955  | Belfast | Irlanda del Nord | 2 - 1     | Scozia           |
| 22 ottobre 1955 | Cardiff | Galles           | 2 - 1     | Inghilterra      |
| 2 novembre 1955 | Londra  | Inghilterra      | 3 - 0     | Irlanda del Nord |
| 9 novembre 1955 | Glasgow | Scozia           | 2 - 0     | Galles           |
| 11 aprile 1956  | Cardiff | Galles           | 1 - 1     | Irlanda del Nord |
| 14 aprile 1956  | Glasgow | Scozia           | 1 - 1     | Inghilterra      |

## Classifica
| Pos | Squadra          | Pti | G | V | N | P | GF | GS |
| --- | ---------------- | --- | - | - | - | - | -- | -- |
| 1   | Inghilterra      | 3   | 3 | 1 | 1 | 1 | 5  | 3  |
| 1   | Scozia           | 3   | 3 | 1 | 1 | 1 | 4  | 3  |
| 1   | Galles           | 3   | 3 | 1 | 1 | 1 | 3  | 4  |
| 1   | Irlanda del Nord | 3   | 3 | 1 | 1 | 1 | 3  | 5  |